# Constantino III de Constantinopla
Constantino III de Constantinopla, nascido Constantino Licuda (em grego: Κωνσταντίνος Λειχούδης; romaniz.: Konstantínos Leichoúdes), foi o patriarca grego ortodoxo de Constantinopla entre 1059 e 1063.

## Vida e obras
Nascido em Constantinopla, ele foi um companheiro de Miguel Pselo e de João Xifilino. Constantino ascendeu a altos cargos na corte bizantina: foi apontado como protovestiário, ele se tornou depois proedro ("presidente") do Senado e foi um dos auxiliares seniores dos imperadores Miguel V, o Calafate e Constantino IX Monômaco. Ele também se tornou um abade do Mosteiro de Mangana, imperial, e, em 1059, depois da queda do patriarca Miguel I Cerulário, ele foi eleito para o cargo, que ele manteve até a sua morte. 
Ele é considerado um santo pela Igreja Ortodoxa.

## ligações externas
- «Κωνσταντῖνος Γ´ Λειχούδης» (em grego). Patriarcado Ecumênico de Constantinopla. Consultado em 23 de dezembro de 2011